# Miesvaara
Miesvaara är ett naturreservat i Gällivare och Kiruna kommuner i Norrbottens län.
Området är naturskyddat sedan 2018 och är 4,1 kvadratkilometer stort. Reservatet omfattar berget Miesvaara med några tjärnar. Reservatet består mest av blandskog av gran.